# برادرز (اورگن)
برادرز (به انگلیسی: Brothers) یک منطقهٔ مسکونی در ایالات متحده آمریکا است که در Deschutes County واقع شده‌است. برادرز ۱٬۴۱۳٫۹۸ متر بالاتر از سطح دریا واقع شده‌است.